# 石川利政
石川 利政（いしかわ としまさ）は、江戸時代後期（幕末）の旗本。外国奉行、最後の江戸北町奉行などを務めた。当初の名は謙三郎。従五位下を受け、駿河守、のちに河内守と改称する。

## 生涯
一橋徳川家家臣・石川源兵衛の子として誕生。文久3年（1863年）、小姓組より小納戸役となったが翌年に御役御免となる。
慶応2年（1866年）10月、外国奉行小出秀実を正使とした、幕府とロシア国間の樺太国境画定交渉の遺露使節団の副使に抜擢され、サンクトペテルブルクに派遣された。この際、ロシア国との交渉記録を遺した。フランス経由で12月12日にサンクトペテルブルクに到着し、ロシア皇帝アレクサンドル2世に謁見。年明けの慶応3年（1867年）1月2日から2月7日までロシア側と使節団は8回の交渉を行うが合意に至らず、日露間樺太島仮規則に調印した。この道中、プロイセンの首相オットー・フォン・ビスマルクやフランス皇帝ナポレオン3世と謁見し、第2回パリ万国博覧会に参加している。
慶応3年（1867年）5月、帰国。同年に外国奉行に就任し、のちに兵庫奉行へと転じた。
慶応4年（1868年）、前任の小出秀実の後を受け、江戸北町奉行に就任したが、結果的に石川が江戸幕府250年の最後の北町奉行となった。幕府より政権を譲渡された新政府軍が、江戸市中の取締を行うため奉行所を廃止する際、新政府軍側は石川を大目付に抜擢したが、石川は当時の幕府側の態度を批判し、遂には切腹したと伝えられる。
浅草の長敬寺に埋葬されたが、関東大震災後の墓地の整理により、雑司ヶ谷霊園に改葬された。